# La quinta camera
La quinta camera (LA QUINTA CAMERA~5番目の部屋?, LA QUINTA CAMERA ~Gobanme no heya~) è un manga di Natsume Ono del 2003. Pubblicato originariamente dalla casa editrice Penguin Shobo, è stato successivamente acquistato e ridato alle stampe da Shogakukan che lo ha diffuso sulla rivista Ikki. Il titolo è giunto nel luglio 2011 negli Stati Uniti tradotto da Viz Media e, nel settembre dello stesso anno, è stato importato in Italia da J-pop.

## Trama
In una cittadina italiana (visivamente molto somigliante a Bologna)quattro uomini condividono uno spazioso appartamento; delle cinque camere disponibili solo quattro sono occupate stabilmente e a tempo indeterminato, la quinta viene data in affitto a studenti stranieri, grazie ad un accordo tra il proprietario e la vicina università. La collaudata coabitazione dei quattro abitanti fissi, Massimo, Luca, Celestino e Al, offre ai sempre diversi nuovi arrivati un ambiente ospitale e amichevole, che li stimola ad immergersi nello studio della lingua e cultura italiane e a tentare felici – seppur temporanei – scambi culturali.

## Personaggi
- Massimo: barista di professione e proprietario dell'appartamento dalle cinque camere. L'ampiezza dell'abitazione, ottenuta come lascito ereditario, e l'odio per la solitudine l'hanno spinto a cercarsi dei compagni con cui convivere. Conosciuto Al e offertogli un posto nella sua casa, si sono poi aggiunti Luca e Celestino.
- Luca: amico di Massimo e artista di strada. Dopo aver vinto alla lotteria, il giovane ha deciso di dedicarsi a tempo pieno alla sua passione, la musica.
- Celestino: eccentrico autore di fumetti dal carattere pettegolo e attaccabrighe. La sua lingua affilata e il suo fare provocatorio lo fanno apparire spesso come un soggetto da evitare, ma sotto sotto Celestino ha lo stesso animo gentile dei suoi compagni di casa.
- Al: camionista divorziato, trascorre la maggior parte del tempo lavorando. Le poche volte che riesce a passare del tempo a casa, le impiega dormendo. Lo spettro del divorzio torna a volte a tormentarlo, dato che – amando molto i bambini – rimpiange di non averne avuti.
- Anna: la ragazza di Massimo, assidua frequentatrice dell'appartamento dalle cinque stanze e provetta cuoca.
- Charlotte: studentessa di italiano, decide di stabilirsi in città dopo aver trascorso un anno alloggiata nella quinta camera. Si innamora ben presto di Al.